# Graciliano Arcila Vélez
Graciliano Arcila Vélez, (*Amagá, 1912- † Medellín, 30 de octubre de 2003) fue un conocido antropólogo, investigador, y Licenciado en Ciencias Sociales de Amagá, Antioquia.

## Vida
Graciliano Arcila Vélez nació el 25 de febrero de 1912. Fue el fundador del museo universitario, fundador del Departamento de Antropología y dio clases en la Universidad de Antioquia, en el área de Ciencias Sociales.
Hizo estudios en Medellín, Envigado y Barbosa de Etnografía y Etnología. También adelantó investigaciones en varias partes del Valle de Aburrá.

## Datos específicos
Es considerado el gran arqueólogo de Antioquia. Y uno de los más reconocidos estudiosos de las tribus indígenas en Colombia. En el municipio de Itagüí, al sur del Valle de Aburrá llevan su nombre un Museo Comunitario y una pequeña reserva natural donde Arcila Vélez descubrió decenas de tallados sobre piedra; este parque es conocido como también como el Parque de los Petroglifos.

## Obras
- Antropometría comparada de los indios Katíos de Dabeiba y un grupo de blancos antioqueños (1958)
- Introducción a la arqueología del Valle del Aburrá (1977)
- Santa María de la Antigua del Darién (1986)
- Los indígenas Paez de Tierradentro, Cauca Colombia (1989)
- Memorias de un origen: caminos y vestigios (1996)